# 熱雷夫河

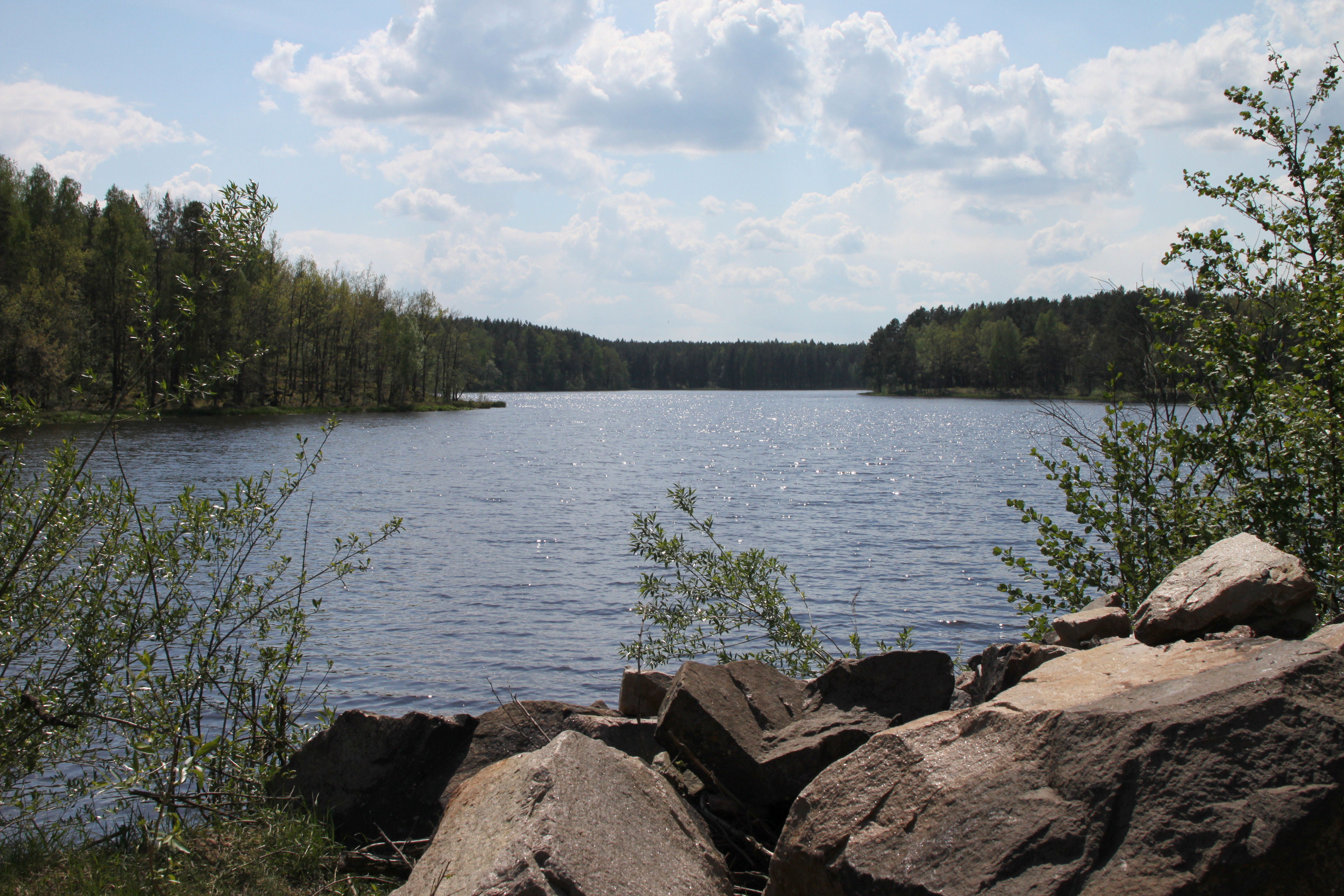

熱雷夫河（烏克蘭語：Жерев），是烏克蘭的河流，位於該國北部，流經日托米爾州，屬於烏日河的左支流，發源自新比洛科羅維奇，河道全長96公里，流域面積1,470平方公里。